# Muzeum skautingu ve Varšavě
Muzeum skautingu ve Varšavě je muzejní instituce se sídlem ve Varšavě zřízená a vedená ZHP (Svaz polského skautingu) byla založena 6. června 2001 z rozhodnutí náčelníka polských skautů v souladu s rozhodnutím XXXI. Kongresu ZHP.

## Historie
Myšlenka vytvoření muzea zabývajícího se shromažďováním a rozšiřováním znalostí o skautingu sahá v historii skautského hnutí k prvním zmínkám v roce 1916. Myšlenka získala stoupence v osobě Václava Błażejewského, ale pokročilé práce na vytvoření instituce přerušila Druhá světová válka.
Práce na vytvoření instituce pokračovaly až v roce 2001. V důsledku toho bylo 6. června 2001 na základě rozhodnutí náčelníka ZHP Wiesława Maślanki založeno muzeum, které od začátku provozu přizvalo ke spolupráci veškeré skautské organizace.
V letech 2005-2010 muzeum sídlilo v Královských lázních ve Varšavě - v egyptském chrámu. V roce 2010 byly muzejní sbírky přesunuty do budovy ústředí ZHP na ulici Konopnickiej 6 ve Varšavě.